# Ремнёв, Виктор Владимирович
Виктор Владимирович Ремнёв (укр. Віктор Володимирович Ремньов, род. 1 августа 1958) — горнорабочий очистного забоя обособленного подразделения «Шахта 1-3 „Новогродовская“» государственного предприятия «Селидовуголь» (Донецкая область). Герой Украины (2013).

## Государственные награды
- Звание Герой Украины с вручением ордена Державы (22 августа 2013 года) — за многолетний самоотверженный шахтёрский труд и высокое профессиональное мастерство[1]
- Заслуженный шахтёр Украины (23 августа 2006 года) — за высокий профессионализм, значительный личный вклад в развитие угольной промышленности и многолетний добросовестный труд[2]
- Знак «Шахтёрская слава» 3-х степеней